# Joselito Adame
José Guadalupe Adame Montoya, más conocido como Joselito Adame (Aguascalientes, México, 22 de marzo de 1989) es un ex matador de toros mexicano.

## Trayectoria
Su primera novillada picada tuvo lugar en Millas (Francia), el 7 de agosto de 2005, frente a novillos de la ganadería de Andrés Ramos. Cortó tres orejas a sus novillos ese día.
Se presentó como novillero en Las Ventas el 9 de julio de 2006 ante novillos de la ganadería de Corbacho Grande, acartelado junto a Javier Benjumea y Antonio João Ferreira. Recibe una gran ovación del público.
Toma la alternativa en Arlés (Francia) el 7 de septiembre de 2007, actuando como padrino Julián López El Juli y como testigo Juan Bautista, frente al toro Magnífico, de la ganadería de Antonio Bañuelos. Confirma en Nimes el 16 de septiembre de 2007 actuando de padrino Denis Loré y de testigo José Tomás, frente a toros de la ganadería de Garcigrande; le corta las dos orejas a su primero y las dos a su segundo toro. En su país natal, México, confirma en la Monumental azteca el 8 de febrero de 2009, apadrinado por Enrique Ponce y actuando de testigo Arturo Macías, ante toros de la ganadería de San José corta una oreja.
En 2013 triunfó en Las Ventas, donde cortó dos orejas, una el 4 de junio y otra el 7 de junio.
Actualmente es el torero mexicano con mejor palmarés mundialmente, contando entre sus triunfos 5 orejas en la Plaza de toros Las Ventas de Madrid, otras 4 orejas en la Real Maestranza de Sevilla y 37 en plaza México, y un total de 11 puertas grandes.[cita requerida]
En 2023, durante la Feria de Aguascalientes, sufrió una conmoción debido la cornada de un toro lo que lo dejó en un estado grave de salud.